# Lonchaea albidala
Lonchaea albidala är en tvåvingeart som beskrevs av Mcalpine 1964. Lonchaea albidala ingår i släktet Lonchaea och familjen stjärtflugor. Inga underarter finns listade i Catalogue of Life.